# Molophilus extensicornis
Molophilus extensicornis là một loài ruồi trong họ Limoniidae. Chúng phân bố ở miền Australasia.